# Väggsmed
Väggsmed (Trogium pulsatorium) är en insekt i ordningen stövsländor. Den blir 1,5 till 2 millimeter lång. Vingarna är obrukbara stumpar. Den lever på torra platser, till exempel i normalt förvarade böcker. Den har påträffats i nästan hela världen, men man vet inte hur vanlig den är.